# (5029) Ireland
(5029) Ireland es un asteroide perteneciente al cinturón de asteroides descubierto por Carolyn Shoemaker y Eugene Shoemaker el día 24 de enero de 1988 desde el Observatorio Palomar.

## Designación y nombre
Designado provisionalmente como 1988 BL2. Fue nombrado "Ireland" en honor a Irlanda, país que celebró un año de aniversario (concretamente 1995), el 150.º aniversario del Estudio Geológico de Irlanda y el 150.º aniversario desde que se fundó el Colegio de Reinas en ese mismo país.

## Caracterísiticas orbitales
Ireland está situado a una distancia media de 2,934 ua y alejarse un máximo de 3,210 ua y acercarse un máximo de 2,6600 ua. Tiene una excentricidad de 0,0936.

## Características físicas
Este asteroide tiene una magnitud absoluta de 12,3.